# Deutsches Sportforum

Deutsche Sportforum är en del av Berlins olympiaområde i stadsdelen Westend i västra Berlin.
Deutsches Sportforum började byggas 1925 som hus för Deutsche Hochschule für Leibesübungen som grundats på Humboldt-Universität 1920. Till en början hade föreningen provisoriskt använt Deutsches Stadion. 1925 kunde man börja byggandet av Sportforum då mark blev tillgänglig. Arkitekttävlingen vanns av bröderna Werner und Walter March, söner till Otto March som skapat Deutsches Stadion. Werner March skulle sedan vara arkitekten bakom Berlins Olympiastadion. Huvudbyggnad i Sportforum är Haus des Deutschen Sports. Ekonomiska problem gjorde att byggandet minskade 1927 och helt ställdes in 1929. Några av husen var redan färdiga och kunde börja användas. De resterade delarna kunde man bygga klart i en andra byggdas 1933-1936. Då hade nya pengarna kommit till då Berlins Olympiastadion började byggas. I Haus des Deutschen Sports hölls fäkttävlingarna under OS 1936.
Under andra världskriget blev delar av Sportforum förstört. Berlins Olympiaområde blev sedan beslagtaget av den brittiska militärförvaltningen 1945. 1952 flyttades den brittiska förvaltningen från Fehrbelliner Platz till Sportforums område. 1994 lämnade britterna området. Idag finns är ett sportmuseum och Hertha BSC Berlin har ett försäljningsställe. I anslutning till Sportforum finns olika träningsanläggningar för fotboll (Hertha BSC Berlin), Cricket (Deutscher Cricket Bund) och simning. Stora delar av området är avspärrat för den stora allmänheten, men det är inga problem att komma in för att besöka Sportmuseum. 